# Badshot Lea
Badshot Lea est un village du Surrey, en Angleterre.